# Campeonato Sudamericano de Football 1921
Il Campeonato Sudamericano de Football 1921 fu la quinta edizione della Coppa America di calcio. Fu organizzato dall'Argentina e tutte le partite si disputarono all'Estadio Sportivo Barracas di Buenos Aires dal 2 al 30 ottobre 1921.

## Nazionali partecipanti
| N° | Nazione   | Iscrizione CONMEBOL | Note                                                   |
| -- | --------- | ------------------- | ------------------------------------------------------ |
| 1  | Argentina | 1916                | Nazione ospitante                                      |
| 2  | Brasile   | 1916                |                                                        |
| 3  | Cile      | 1916                | Rinuncia per problemi interni alla propria federazione |
| 4  | Uruguay   | 1916                | Detentore Coppa America 1920                           |
| 5  | Paraguay  | 1921                |                                                        |

## Formula
La formula prevedeva che le quattro squadre partecipanti si affrontassero in un unico girone all'italiana, la cui prima classificata avrebbe vinto il torneo. Per ogni vittoria si attribuivano 2 punti, 1 per ogni pareggio e 0 per ogni sconfitta.

## Riassunto del torneo
Proprio l'esordiente Paraguay fece registrare la prima sorpresa del torneo, grazie all'inaspettata vittoria per 2-1 sui campioni in carica dell'Uruguay. Ne approfittò l'Argentina che, trascinata dai goal di Julio Libonatti (che avrebbe anche giocato con la maglia della nazionale italiana), vinse tutte le partite e riuscì finalmente a far suo il torneo.

## Risultati
| Arbitro: | Vallarino |

|               |           |  |
| Libonatti 27’ | Marcatori |  |

| Arbitro: | Repossi |

|                    |           |                |
| Rivas 9’ López 66’ | Marcatori | 83’ Piendibene |

| Arbitro: | Vallarino |

|  |           |                              |
|  | Marcatori | 21’ 44’ Machado 46’ Candiota |

| Arbitro: | Vallarino |

|                                         |           |  |
| Libonatti 1’ Saruppo 71’ Echeverría 76’ | Marcatori |  |

| Arbitro: | Cabañas |

|              |           |          |
| Romano 1’ 8’ | Marcatori | 53’ Zezé |

| Arbitro: | Santos |

|               |           |  |
| Libonatti 57’ | Marcatori |  |

## Classifica finale
| Pos. | Squadra   | Pt | G | V | N | P | GF | GS | DR |
| ---- | --------- | -- | - | - | - | - | -- | -- | -- |
| 1.   | Argentina | 6  | 3 | 3 | 0 | 0 | 5  | 0  | +5 |
| 2.   | Brasile   | 2  | 3 | 1 | 0 | 2 | 4  | 3  | +1 |
| 3.   | Uruguay   | 2  | 3 | 1 | 0 | 2 | 3  | 4  | -1 |
| 4.   | Paraguay  | 2  | 3 | 1 | 0 | 2 | 2  | 7  | -5 |

## Classifica marcatori

Julio Libonatti

3 gol
- Libonatti.

2 gol
- Machado;
- Romano.

1 gol
- Echeverría e Saruppo;
- Candiota e Zezé;
- López e Rivas;
- Piendibene.

## Arbitri
- Gerónimo Repossi
- Pedro Santos
- Víctor Cabañas Saguier
- Ricardo Vallarino